# 革命行动团体
革命行动团体（西班牙语：Grupo de Acción Revolucionaria）是墨西哥的一个托洛茨基主义组织。该组织成立于2005年，其成员曾分属于不同左翼组织，例如工人革命党。该组织的意识形态是共产主义、马克思主义、托洛茨基主义。该组织曾是争取第四国际重建协调委员会的支部。